# TSV Bogen
Der Turn- und Sportverein 1883 Bogen - Fußball e. V. ist ein Sportverein aus der niederbayerischen Stadt Bogen. Neben der  erfolgreichen Fußballabteilung werden in dem Verein die Sportarten Basketball, Leichtathletik, Tennis und Tischtennis angeboten.

## Geschichte
Der Verein wurde 1883 als Turnverein gegründet. Nach dem Ende des Zweiten Weltkriegs sammelten sich die Sportvereine der Stadt, darunter auch der 1926 gegründete 1. FC Bogen, im ASV Bogen, der am 12. September 1945 in der Gaststätte „Berghammer“ in der Bahnhofsstraße wiedergegründet wurde. 1949 erhielt er seinen heutigen Namen.
Die Fußballspieler des TSV Bogen stiegen 1953 erstmals in die II. Amateurliga auf, hielten sich dort aber nur ein Jahr. 1972 gelang der erneute Aufstieg in die Bezirksliga, der der Verein bis 1985 ununterbrochen angehörte. Danach stieg der Verein bis in die C-Klasse ab. Zwischen 2006 und 2012 stieg der Verein kontinuierlich aus der Kreisklasse bis in die Landesliga Bayern auf. In seiner ersten Landesliga-Saison sicherte sich der Verein zwei Spieltage vor Saisonende die Meisterschaft und den Aufstieg in die Bayernliga. In der Saison 2016/17 stieg der TSV Bogen in die Landesliga Mitte ab. 